# 旧佐久間邸
旧佐久間邸（きゅうさくまてい）は、福島県福島市佐倉下にある、江戸時代に建てられた住宅である。現在は福島市により管理され一般に開放されている。

## 概要
福島市西部の佐倉地区に25代続く庄屋として栄えた旧家を市民の交流施設として活用するために整備された施設である。2008年に「地元や市民の憩いの場として活用してほしい」と当主が福島市に対し旧母屋と土地の寄贈を行い、2010年7月に開館した。建物の部材に1737年（元文2年）のものと思われるものがあることから、築270年以上であると見られている。
敷地を取り囲む堀は近くを流れる荒川から引き込まれており、石垣とともに当時の面影を残す。邸内は無料で公開されており、3間続きの和室や土間など、往時の生活を窺い知れるほか、午前、午後二回の部に分けて有料での貸し出しも行われている。

## 施設
営業時間…9時～17時（12月29日～1月3日休業）
- 母屋・庭園
- 長屋門・物置
- 土蔵

## 専有利用料
1週間前までの許可申請が必要
- 和室1・2・3、調理室 - 9時～12時…400円、13時～17時…500円
- 調理台、かまど - 1台1回200円

## アクセス
- JR福島駅から福島交通路線バス土船行き乗車、老人福祉センター下車、徒歩20分
- 東北自動車道福島西インターチェンジから5分